# Força Aérea Colombiana
A Força Aérea Colombiana (em espanhol: Fuerza Aérea Colombiana) é o ramo aéreo das Forças Armadas da Colômbia. De acordo com a Constituição de 1991, têm como missão principal manter o controle do espaço aéreo da Colômbia, com o objetivo de defender a soberania, a integridade territorial e a ordem constitucional.É uma das maiores forças aéreas da América (depois do Brasil, Peru, Venezuela e Estados Unidos).
Desde 1964, em meio ao conflito armado com as FARC, houve um  aumento considerável de suas atividades. A Força Aérea Colombiana também está envolvida em operações contra o narcotráfico e o terrorismo, que incluem interdições aéreas para a detecção, interceptação e neutralização de aeronaves utilizadas nas atividades de tráfico de drogas, além de bombardeios estratégicos, apoio aéreo aproximado, e o transporte de tropas e equipamentos usando uma ampla variedade de aeronaves.

## Galeria

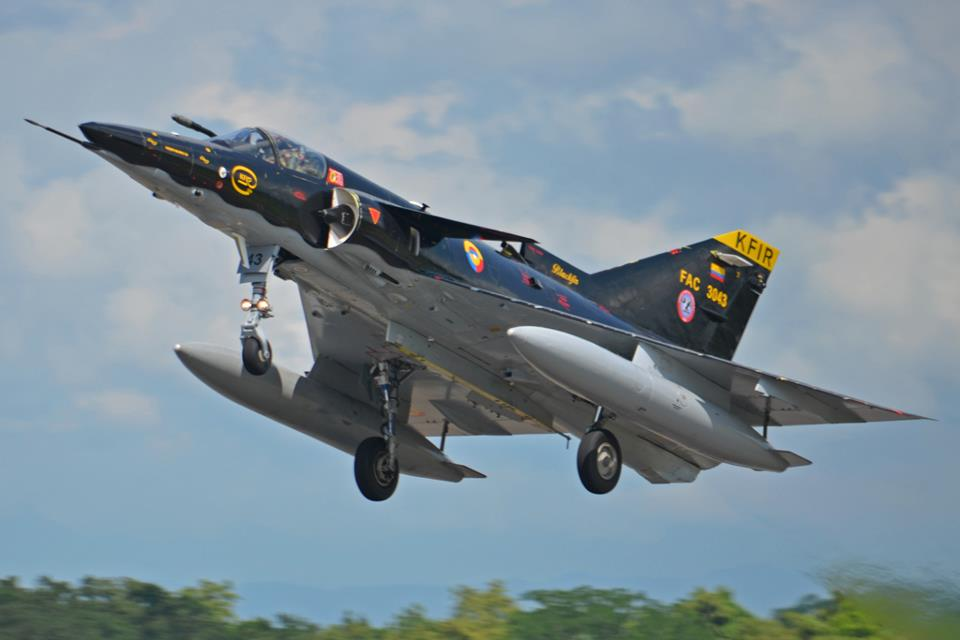
Um caça IAI Kfir colombiano, de fabricação israelense.
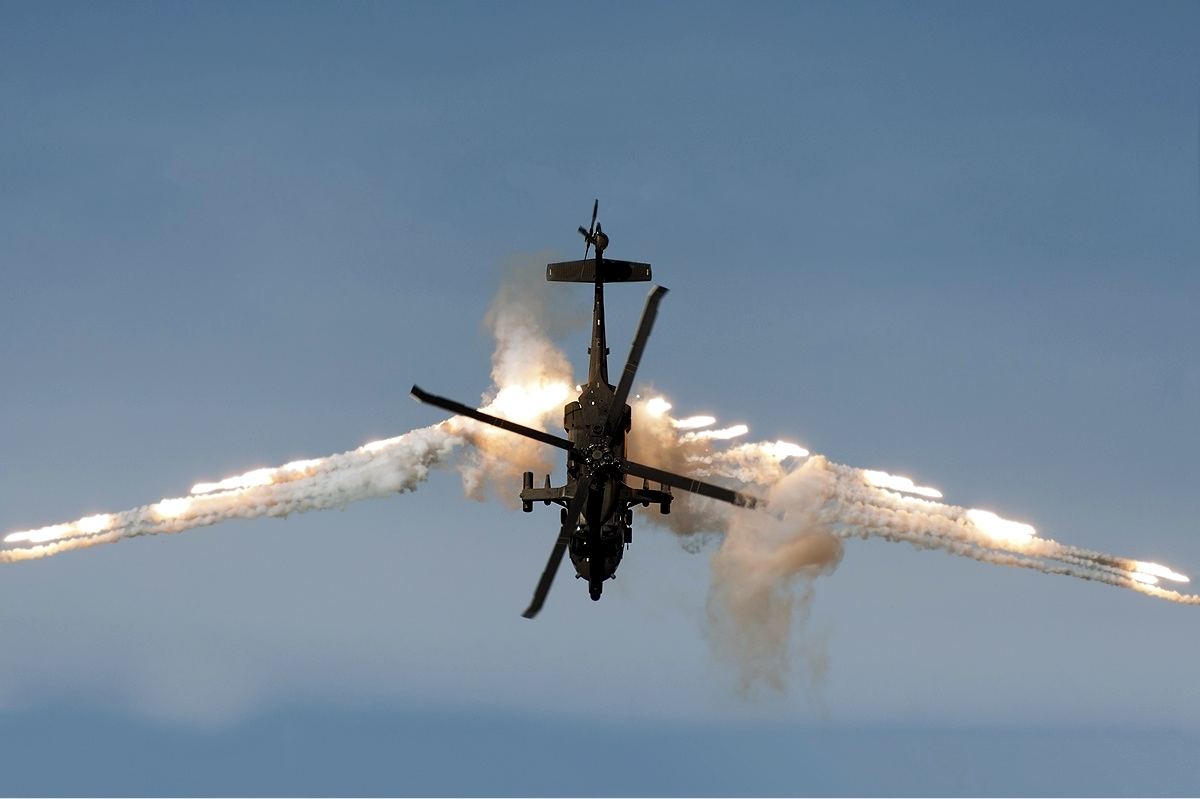
Um UH-60 colombiano durante um exercício de treinamento.
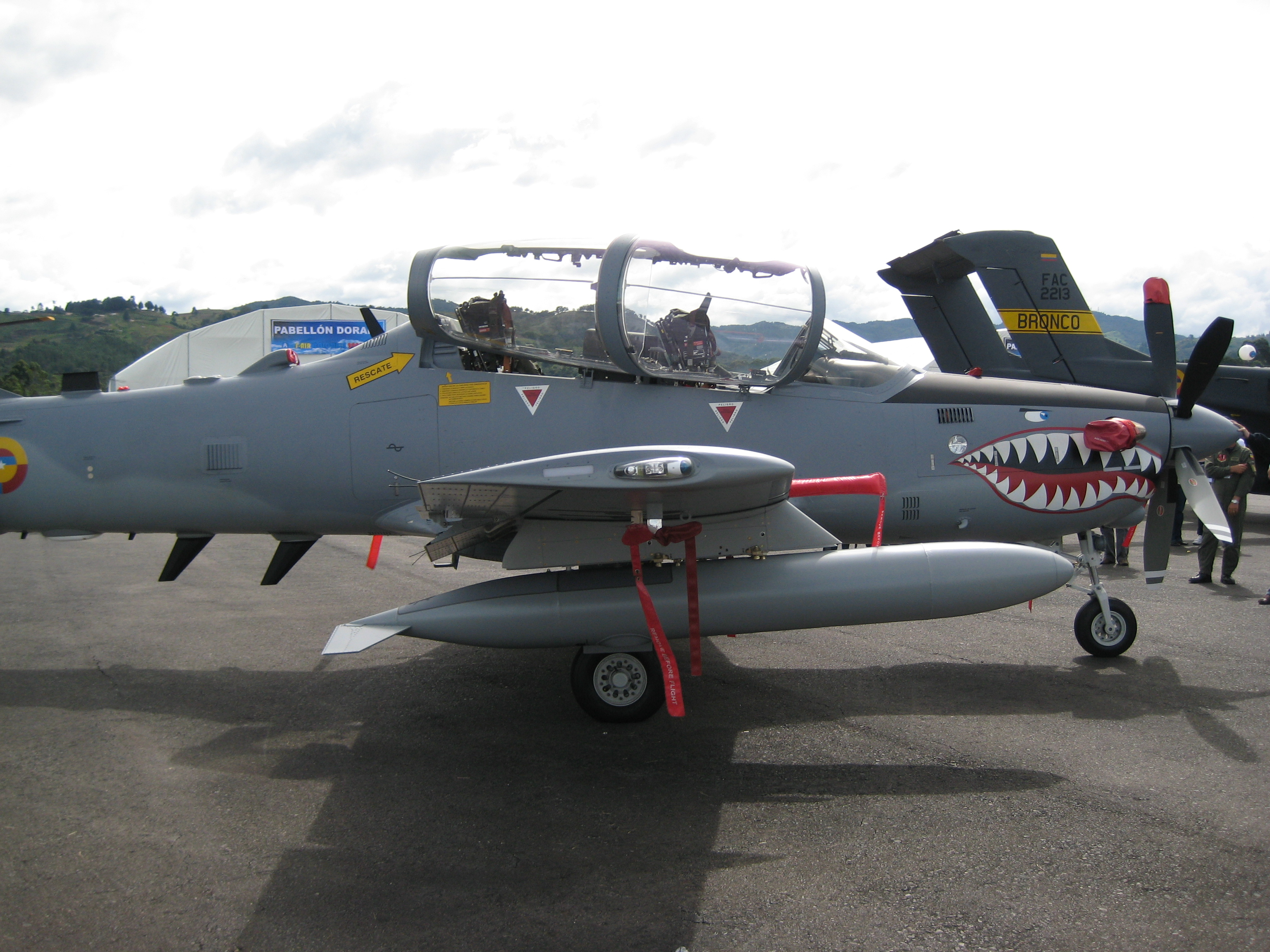
Uma aeronave turboélice Super Tucano, de fabricação brasileira, da Força Aérea Colombiana.
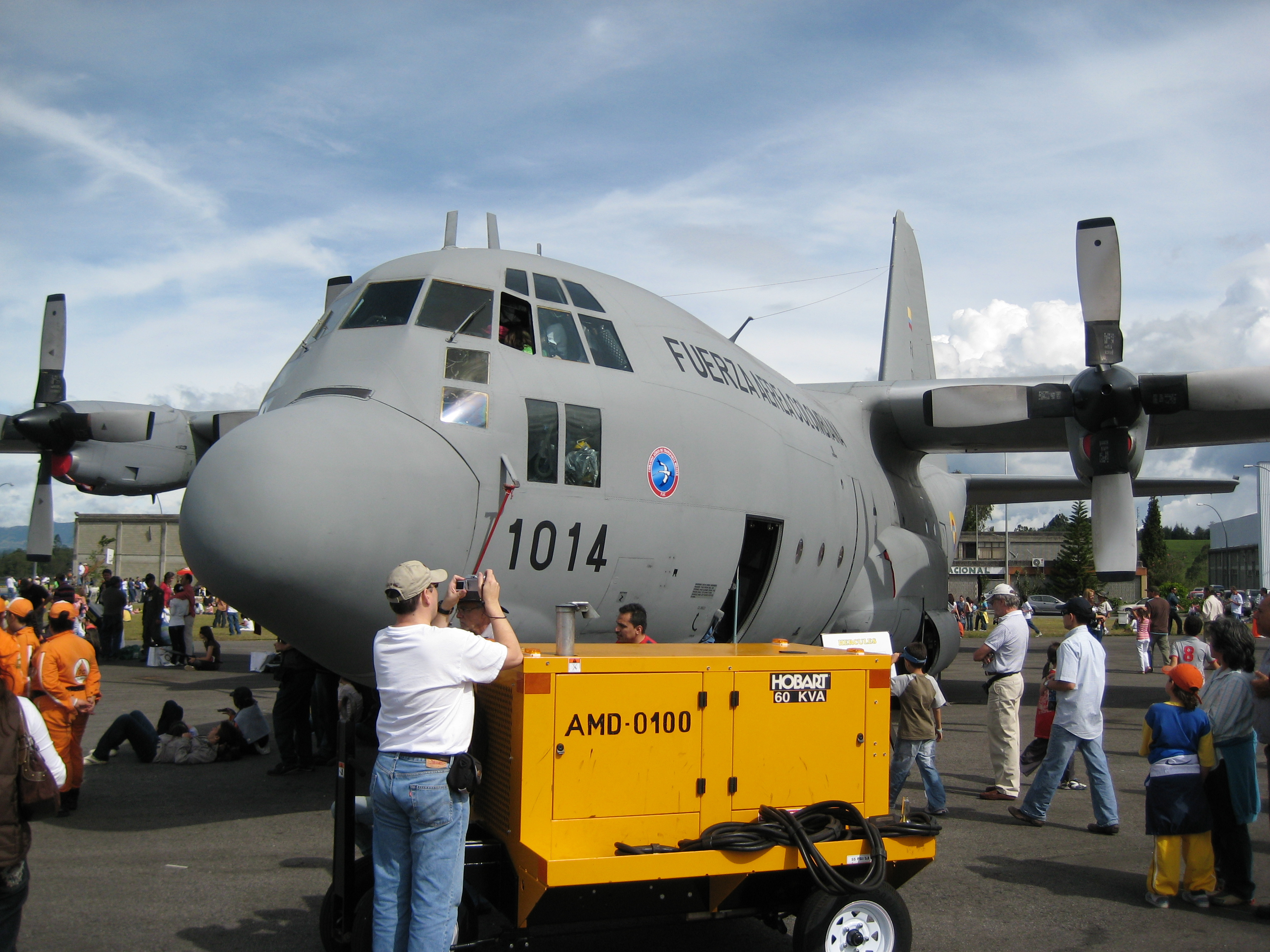
Um C-130 da Colômbia.